# Liste der Bodendenkmale in Roßwein
In der Liste der Bodendenkmale in Roßwein sind die Bodendenkmale der Stadt Roßwein und ihrer Ortsteile nach dem Stand der Auflistung von Klaus Kroitzsch und Harald Quietzsch aus dem Jahr 1984 aufgelistet. Eventuelle Änderungen und Ergänzungen, insbesondere aus der Zeit nach der Wende, sind nicht berücksichtigt, da für Sachsen aktuell keine neueren allgemein zugänglichen Bodendenkmallisten vorliegen. Die Baudenkmale sind in der Liste der Kulturdenkmale in Roßwein aufgeführt.
| Denkmal-ID | Fundart            | Ortsteil   | Bezeichnung                 | Zeitstellung | Lage                                                                           | Bemerkungen | Bild |
| ---------- | ------------------ | ---------- | --------------------------- | ------------ | ------------------------------------------------------------------------------ | --- | ---- |
| ?          | Befestigung > Burg | Mahlitzsch | Wehranlage „Alte Kempe“     | Mittelalter  | östlicher Ortsrand, Felsvorsprung am nördlichen Steilufer der Freiberger Mulde | Burgruine in Spornlage, Schutz seit 29. Juni 1973                                                                                     |      |
| ?          | Befestigung > Burg | Otzdorf    | Wasserburg                  | Mittelalter  | im Ort, südöstlicher Gutsbereich, nördlich des Teichs                          | durch Herrenhaus überbaut, Grabenrest im Süden erhalten, im Osten Graben als Senke zu erkennen, Schutz seit 29. Juni 1973             |      |
| ?          | Befestigung > Burg | Roßwein    | Wehranlage „Die Wunderburg“ | Mittelalter  | nordöstlich der Altstadt, Hochufer der Mulde                                   | Abschnittsbefestigung(?) in Spornlage, aufgrund von Steinbrucharbeiten keine Befestigungsreste erhalten, Schutz seit 1. November 1958 |      |